# Piet Kleine
Pieter „Piet“ Kleine (* 17. září 1951 Hollandscheveld, Drenthe) je bývalý nizozemský rychlobruslař, cyklista a maratonský bruslař.
Na rychlobruslařském Mistrovství Evropy debutoval v roce 1973 pátým místem, o tři týdny později získal bronzovou medaili na světovém šampionátu. Další cenný kov vybojoval na Mistrovství Evropy 1975, kde se umístil na třetí příčce. Největších úspěchů dosáhl v následující sezóně 1975/1976. Na Zimních olympijských hrách 1976 získal na trati 10 000 m zlato a na poloviční distanci stříbro (kromě toho byl šestý na patnáctistovce a osmnáctý na kilometru) a také zvítězil na Mistrovství světa. V následujících letech se na evropském i světovém šampionátu většinou pohyboval v první desítce. Startoval také na zimní olympiádě 1980, kde získal stříbrnou medaili v závodě na 10 km, na pětikilometrové trati byl šestý. Po sezóně 1980/1981 ukončil rychlobruslařskou kariéru.
Začal se věnovat cyklistice, startoval v roce 1985 na Mistrovství světa, kde byl členem nizozemského týmu, jenž byl sedmý v časovce družstev. V roce 1986 se vrátil k bruslím a až do roku 2001 působil jako maratonský bruslař.